# Egnasia fasciata
Egnasia fasciata  là một loài bướm đêm trong họ Noctuidae.